# Technik der klassischen Gitarre

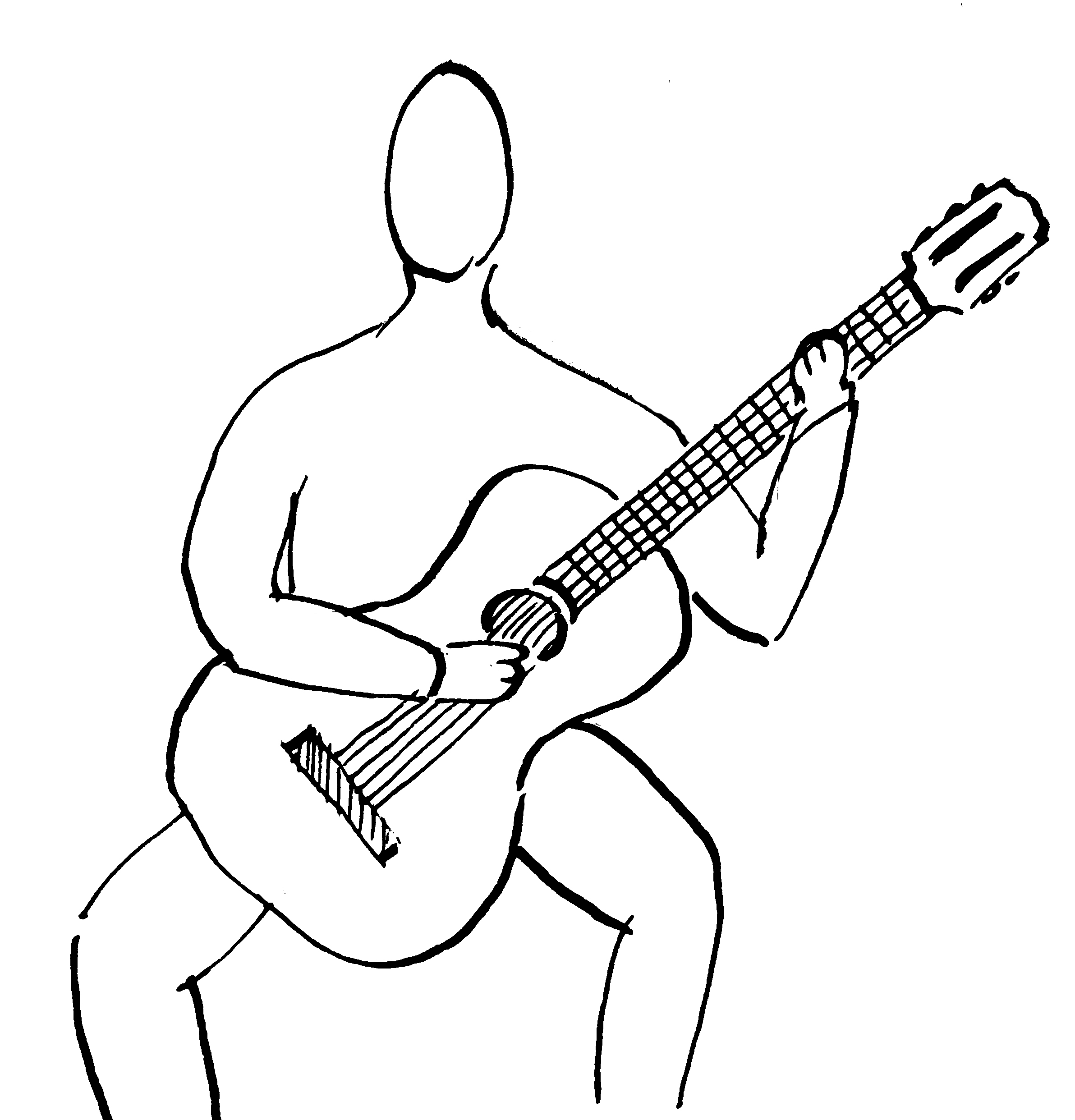
Diagonale Haltung des Instrumentes

Gegenstand dieses Artikels sind die spieltechnischen Grundlagen der klassischen Gitarre, wie sie sich im Laufe zweier Jahrhunderte herausgebildet haben. Der Begriff der Spieltechnik bezieht sich auf Fragen der Haltung und der Motorik. 

## Grundsätzliches
Für die Technik des Gitarrenspiels gilt an erster Stelle das Prinzip der Bewegungsökonomie. Ökonomisch ist eine Bewegung dann, wenn sie mit geringstmöglichem motorischen Aufwand erfolgt und dadurch Spielsicherheit garantiert und kräfteschonend ist.

## Haltung
Bei der Haltung der Gitarre ist vorrangig darauf zu achten, dass sie zum einen zweckmäßig aber auch möglichst körperschonend und dem Körper angemessen ist. Die klassische Gitarre wird üblicherweise im Sitzen gespielt, wobei das Instrument mit der zentralen Zargeneinbuchtung auf dem linken Oberschenkel des Spielers ruht. Um beiden Händen optimalen Zugriff auf das Instrument zu ermöglichen, ist eine diagonale Ausrichtung der Gitarre erforderlich. Hierbei befindet sich der Kopf der Gitarre etwa auf Kopfhöhe des Musikers, der Gitarrenhals ist geneigt, während der Korpus des Instrumentes auf beiden Oberschenkeln aufliegt.
Die diagonale Ausrichtung des Instrumentes kann auf zwei unterschiedlichen Wegen erreicht werden: Entweder wird das linke Bein durch Unterstellen eines Fußbänkchens in eine erhöhte Lage gebracht oder eine an der Zarge angebrachte Gitarrenstütze (z. B. Gitano, Ergoplay Tappert, Efel, Ponticello) bewirkt die Aufrichtung des Instrumentes im Hals- und Kopfbereich.
Nicht zuletzt ist es hilfreich, auch die Decke der Gitarre nicht gänzlich frontal auszurichten, also im rechten Winkel auf den Oberschenkeln, sondern in einem leichten Winkel (ca. 10 Grad) nach oben zu kippen. Diese leichte Schrägstellung der Gitarre ermöglicht dem Spieler eine bessere Augenkontrolle des Spiels ist aber auch motorisch sinnvoll, da durch diese Haltung das Gewicht der Greifhand zur Verstärkung des Greifdrucks eingesetzt werden kann (was insbesondere bei Barré-Griffen hilfreich ist).
Der rechte Unterarm ruht in der Nähe des Ellbogens auf dem Zargenrand, während der linke Arm nur über die Hand Kontakt zum Instrument hat. Der Rücken ist gerade aufgerichtet.

## Greifhand

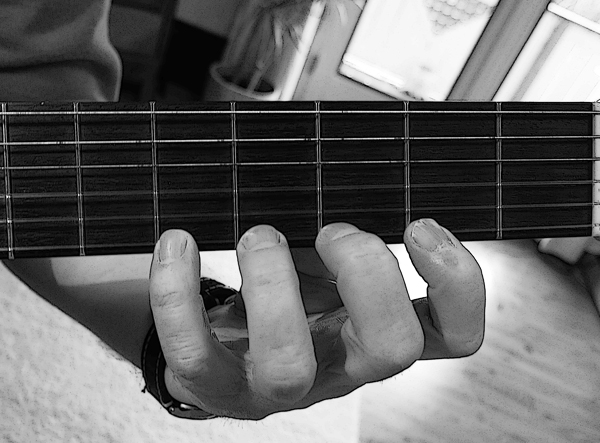
Grundstellung Greifhand

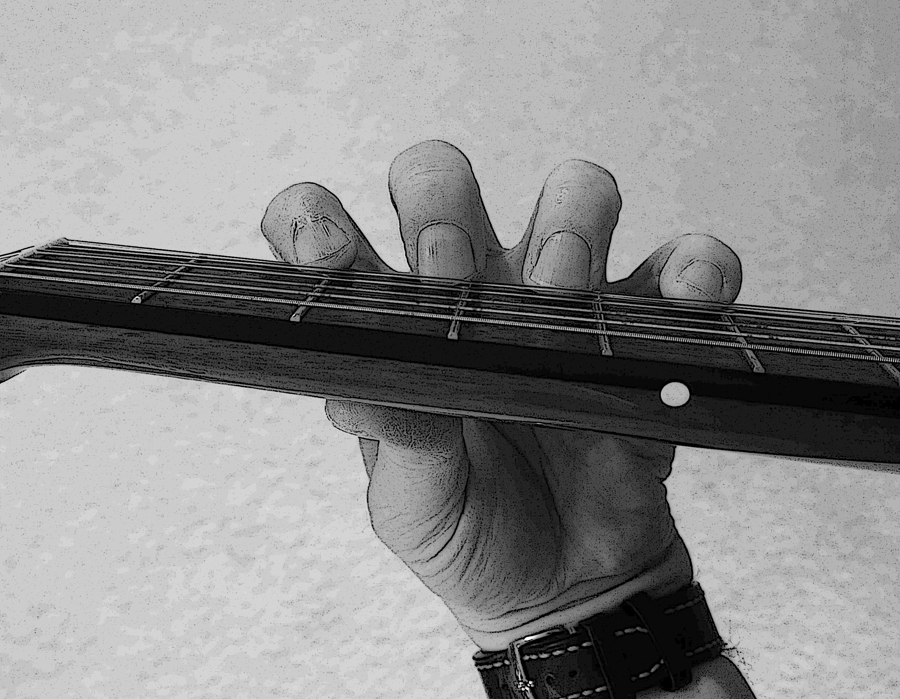
Grundstellung Greifhand

Die Ausgangsstellung für die Greifhand wird Grundstellung genannt. Für diese gilt:
- Die Finger greifen dicht an den Bundstäbchen
- Die Finger berühren sich nicht
- Der Daumen ruht unter dem Griffbrett, etwa auf der Höhe des 2. Fingers. Betrachtet man den Spieler von vorne, so ist der Daumen seiner Greifhand also nicht zu sehen, da dieser sich unter dem Griffbrett befindet.
- Es besteht kein Kontakt zwischen Handfläche und Griffbrett

### Grundregeln
- Die Finger entfernen sich nicht weit vom Griffbrett, sie schweben immer dicht über dem Griffbrett
- Die Fingersätze sind so zu erstellen, dass sich für die Finger stets kurze Wege ergeben. Das heißt: Muss ein Finger die Position wechseln, so sollte die Distanz zum nächsten Griffpunkt möglichst klein gehalten werden.
- Beim Niederdrücken der Saiten ist zu vermeiden, dass die Fingergelenke der Greifhand durchgedrückt, also entgegen ihrer natürlichen Abknickrichtung gedehnt werden
- Die Finger bewegen sich unabhängig voneinander. Sollte die Bewegung eines Fingers die reflexartige Bewegung eines anderen Fingers auslösen, so ist durch regelmäßiges Üben auf eine "Entkoppelung" der Finger hinzuarbeiten. Das Unabhängigkeitstraining der Finger ist wichtiger Bestandteil der technischen Schulung.
- Ist ein Lagenwechsel[1] erforderlich, so ändert dies nichts an der Grundstellung der Hand. Die Hand bewegt sich in diesem Fall parallel zum Griffbrett. Auch der Daumen unter dem Griffbrett bewegt sich beim Lagenwechsel in einer geraden Linie. Und bei anderen Spieltechniken, wie etwa den Aufschlags- und Abzugsbindungen, ist es ebenfalls wichtig, die für die Grundstellung typische parallele Ausrichtung zur Halsachse nicht zu „verreißen“.

## Anschlagshand

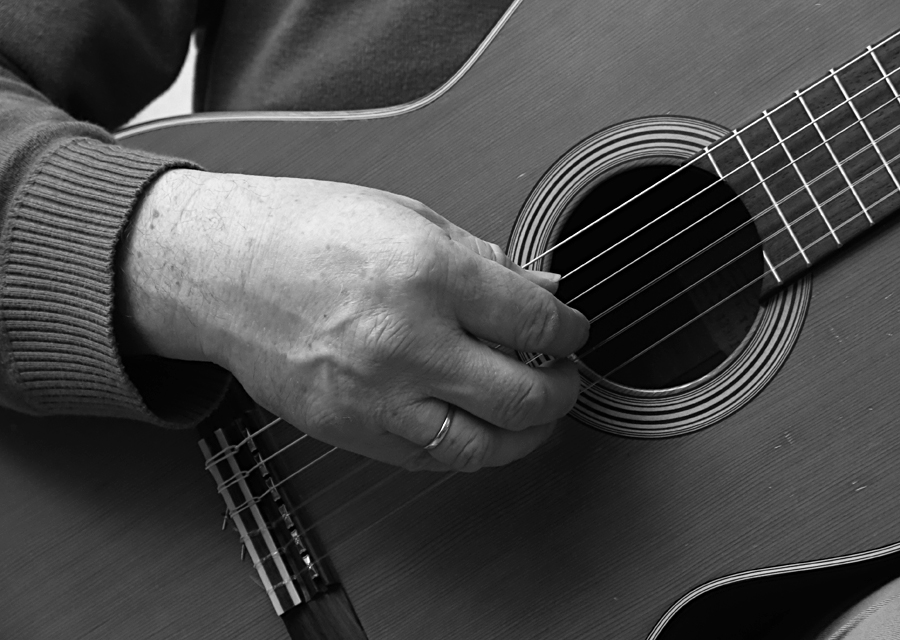
Anschlagshand

### Grundregeln
- Das Handgelenk muss ruhig gehalten werden, es soll nicht „hüpfen“. Die Fixierung des Handgelenks ist eine der vorrangigen pädagogischen Aufgaben bei der Vermittlung einer zielführenden Gitarrentechnik.
- Die Finger entfernen sich nicht weit von den Saiten, sie bleiben immer dicht über den Saiten schweben
- Unterarm und Hand bilden, von oben betrachtet, eine Linie. Seitlich betrachtet (Spielerperspektive) ist die Hand etwa im Winkel von 45 Grad vom Arm nach unten abgewinkelt.
- Die Saiten werden mit den Fingern nicht im rechten Winkel angeschlagen, sondern im Interesse eines vollen Tones eher diagonal. Lediglich bei der Verwendung des Registerspiels (z. B. Stegregister = sul ponticello) ist ein Anschlag im rechten Winkel zur Saite sinnvoll.
- Fortgeschrittene Spieler verwenden heutzutage überwiegend das Nagelspiel (s. u.).
- Zupft der Daumen und die übrigen Finger gleichzeitig, was beim mehrstimmigen Spiel der Fall ist, so ist darauf zu achten, dass die Zupfbewegung in die Hand und nicht von den Saiten weg erfolgt. Die Anschlagshand springt also nicht von den Saiten weg, sondern bleibt weitgehend fixiert.

### Gestützter und freier Anschlag
Von gestütztem Anschlag (span: apoyando) spricht man, wenn der Anschlagsfinger nach dem Anschlag auf die Nachbarsaite fällt, von freiem Anschlag (span.: tirando), wenn der Anschlagsfinger die Nachbarsaite nicht berührt. Gestützter Anschlag wird vor allem zum Melodiespiel verwendet, da das apoyando-Spiel einen vollen, kräftigen Ton erzeugt. Das Tirando-Spiel wird dagegen typischerweise bei Akkordbrechungen (als Akkordanschlag als Durchstreichen oder als Harfenanschlag) angewendet (arpeggi) aber auch generell bei polyphoner Spielweise.

### Registerspiel
Je nach Position des Anschlages lassen sich auf der Gitarre unterschiedliche Klangfarben (Register) erzeugen. Direkt über dem Griffbrett erzielt man einen weichen, direkt am Steg einen harten, metallischen Klang. Dazwischen gibt es unterschiedliche Abstufungen. Durch die unterschiedliche Anschlagsposition ist jedes Register auch mit jeweils anderen technischen Anforderungen verbunden.

### Nagelspiel
Gab es noch zu Beginn des 20. Jahrhunderts in Gitarrenkreisen Kontroversen bezüglich des Nagelspiels, so ist die Verwendung des Nagels heutzutage im klassischen Gitarrenspiel längst Standard. Klassische Gitarristen lassen die Fingernägel der rechten Hand wachsen, bis sie ca. 1–2 Millimeter über die Fingerkuppe hinausragen. Mithilfe von Nagelfeilen und sehr feinem Schleifpapier werden die Nägel dann bogenförmig – in Anlehnung an die Form der Fingerkuppe – geformt.
Anders als es der Begriff "Nagelspiel" vermuten lässt, beschränkt sich diese Anschlagsform keineswegs auf das ausschließliche Zupfen mit dem Nagel. Vielmehr ist das Nagelspiel eine Kombination von Kuppen- und Nagelanschlag, bei der die Saite zunächst über die Fingerkuppe gleitet und dann erst Kontakt mit dem Nagel hat. Das richtige Feilen der Fingernägel erfordert viel Übung und Experimentieren, da es zum einen gilt, die für den Nagel ideale Bogenform zu finden und zum anderen den Fingernagel ausreichend zu polieren, damit schabende und kratzende Geräusche vermieden werden.

## Gitarrentechnik in anderen Stilistiken
In den nichtklassischen Stilbereichen werden zum Teil andere technische Schwerpunkte gesetzt. So unterscheidet sich etwa die Haltung der Gitarre in der Flamenco-Musik (das Instrument wird auf das rechte Bein aufgelegt, das angewinkelt auf dem linken Bein liegt) von der klassischen Haltung. Auch in den Bereichen Folk-Blues-Gitarre, Folkloregitarre und Singer-Songwriter gibt es andere Formen der Haltung und der Technik. Nicht zuletzt erfordert auch die E-Gitarre eine eigene motorische Herangehensweise, da sie meist im Stehen gespielt wird. Dennoch lassen sich viele der klassischen Grundtechniken auch auf andere Stilbereiche und Instrumente problemlos übertragen.

## Verweise
1. ↑  Ein Lagenwechsel ist eine Positionsveränderung der linken Hand entlang der Halsachse, bei der die Finger einen anderen Bund ansteuern.
2. ↑  Erwin Schaller, Karl Scheit: Lehrwerk für  Gitarre. 5 Bände. Universal Edition, Wien 1936; Neuausgabe 1939–1941, Band 4, S. 12 f. (Verschiedene Anschlagsarten).